# Locomotora

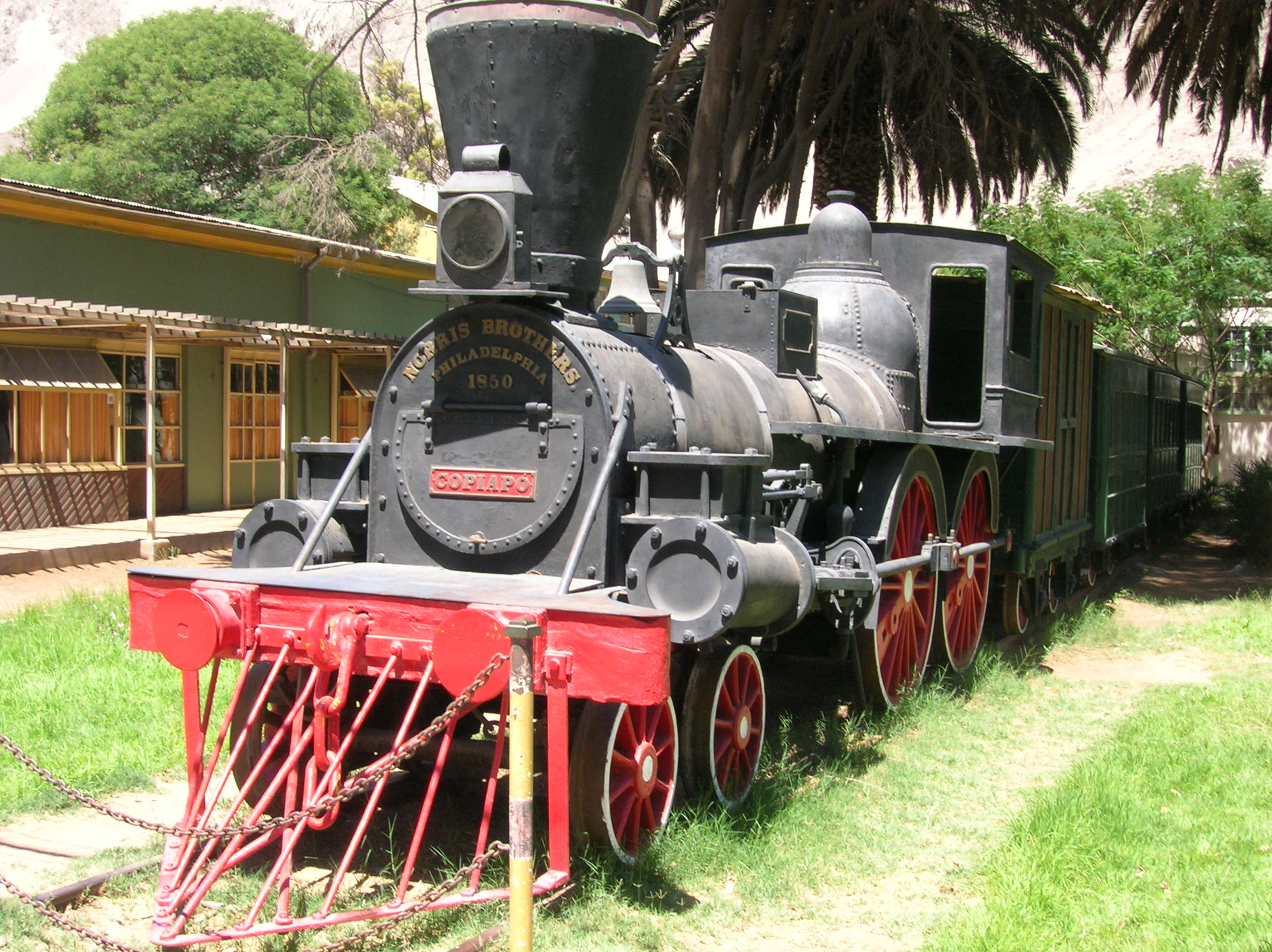
Locomotora Copiapó fabricada por Norris en 1850, conservada en la ciudad de Copiapó, Chile

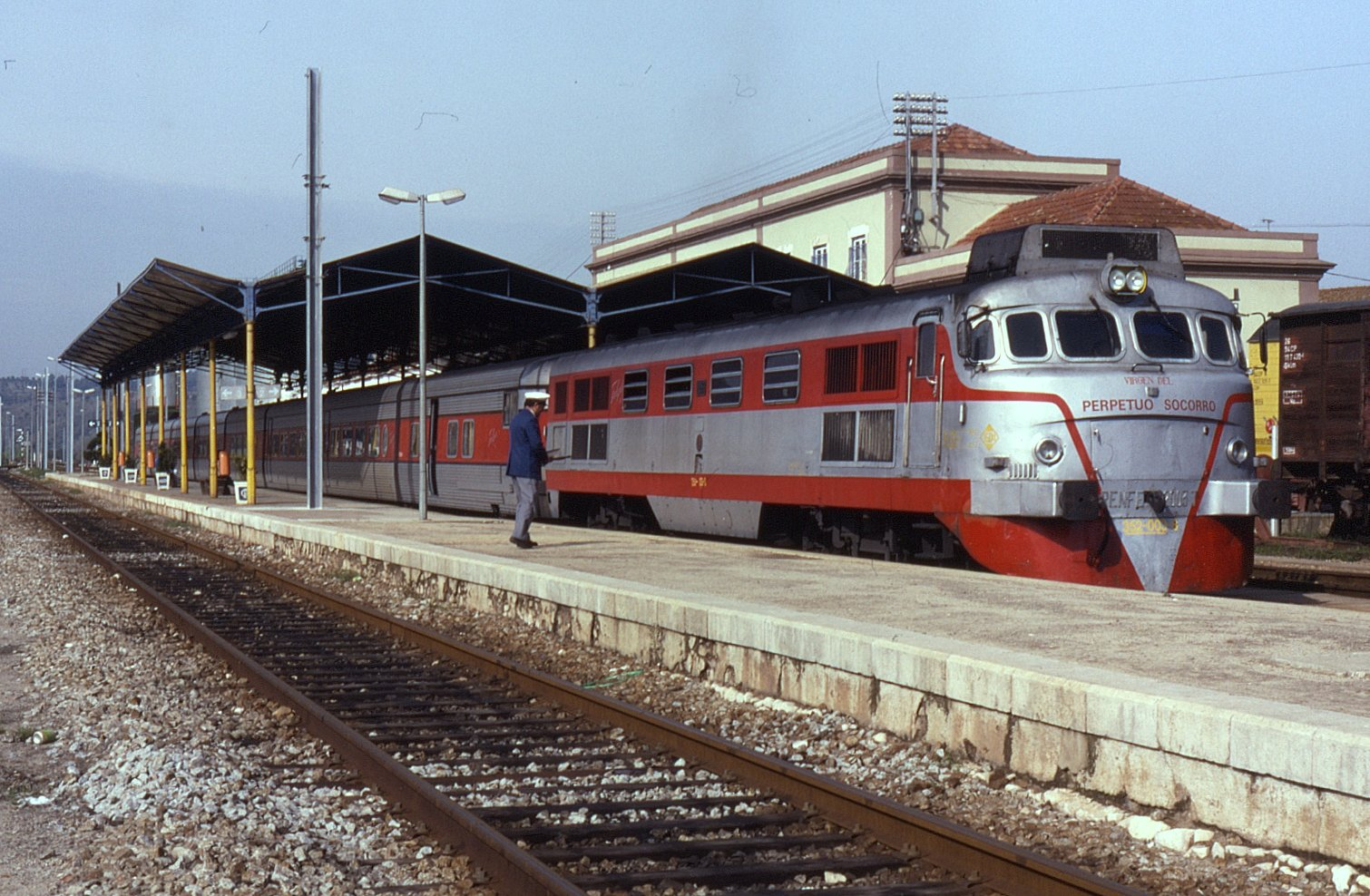
Locomotora diésel de un tren Talgo

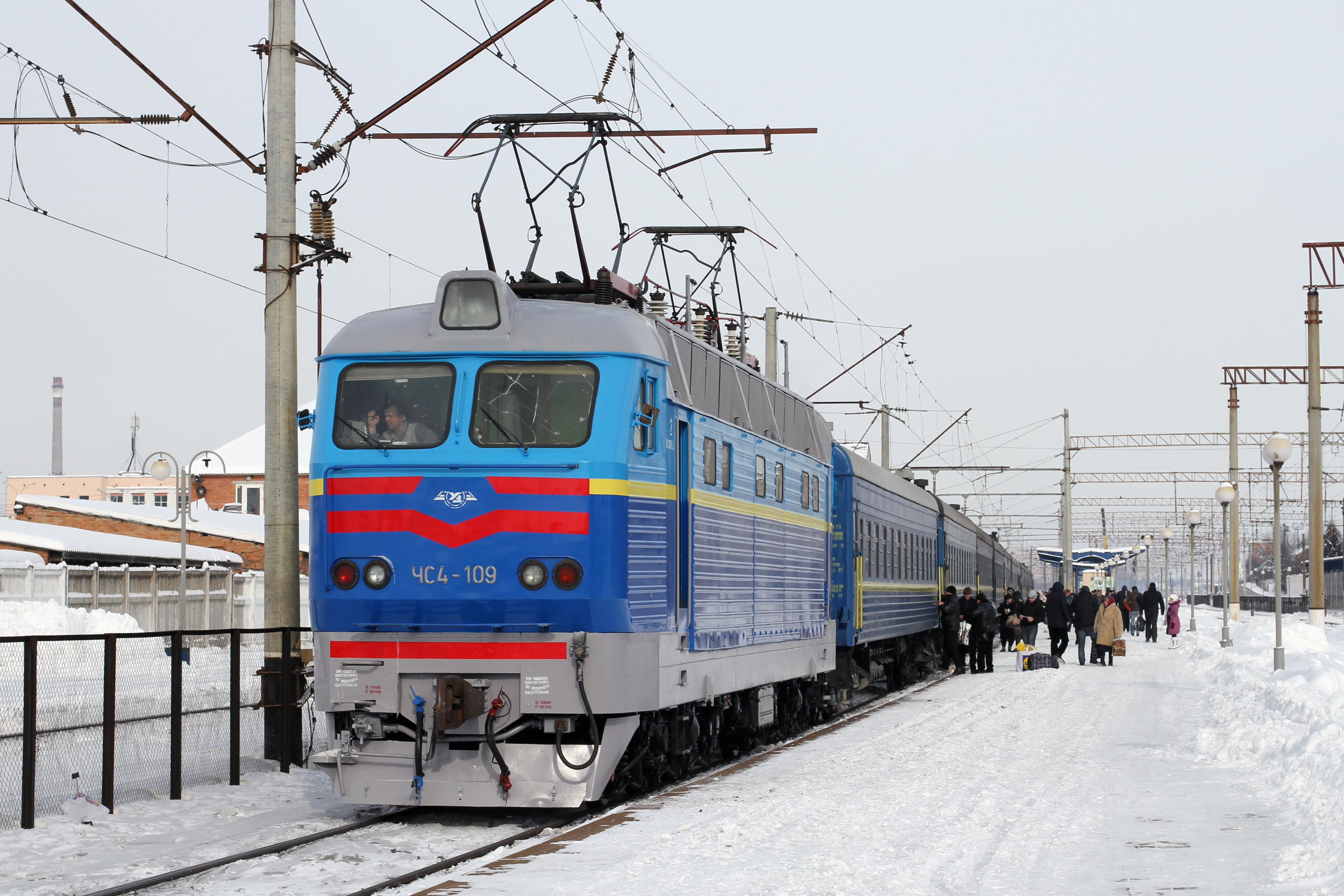
Locomotora eléctrica Škoda de la línea Moscú-Odesa

Se denomina locomotora al material rodante con motor que se utiliza para dar tracción a los trenes, siendo, por tanto, una parte fundamental de estos. La palabra "locomotora" proviene del latín "loco", ablativo de "locus", que significa lugar, y del latín medieval "motivus", que significa provocar movimiento.
Desde sus inicios a principios del siglo XIX hasta mediados del siglo XX, las locomotoras fueron de vapor.  La primera locomotora de vapor fue construida por Richard Trevithick en 1802, 10 años antes de la máquina de George Stephenson. Esta máquina no dio resultado porque circulaba por rieles de hierro fundido inapropiados para su peso. Hasta 1825, la utilización de locomotoras de vapor fue exclusiva de líneas férreas en minas de carbón.
Algunas locomotoras de vapor estaban diseñadas para rodar sin necesidad de rieles, por caminos y carreteras. Se denominaban locomóviles, estaban dotadas de ruedas de tractor y eran empleadas para encarrilar los vagones que se salían de las vías en accidentes, para el arrastre de maquinaria pesada o en los trabajos de instalación de los rieles entre otras tareas.
En 1814, George Stephenson construyó su primera locomotora, la Locomotion n.º1. Ese año se inauguró el Ferrocarril de Stockton y Darlington, que fue el primero en prestar servicio público de transporte de cargas con locomotoras de vapor. Los trenes de pasajeros sin embargo consistían en diligencias tiradas por caballos. La primera línea con servicio regular de pasajeros con tracción a vapor fue la Canterbury-Wishtable en el sur de Gran Bretaña. La primera línea considerada "moderna" fue la Liverpool-Mánchester inaugurada en 1830. Las tres líneas utilizaban locomotoras construidas por George Stephenson.
Las locomotoras eléctricas existen desde finales del siglo XIX, pero el alto coste de la instalación y lo novedoso de su tecnología las relegaron a usos concretos como, por ejemplo, los grandes puertos de montaña de Suiza donde, aun a pesar del sobrecoste, daban mejores resultados que las locomotoras de vapor.
Las locomotoras diésel no se desarrollaron plenamente hasta los años 1950, cuando las mejoras en dicha tecnología permitieron fabricar motores con la potencia necesaria para los trenes.

## Locomotoras de vapor

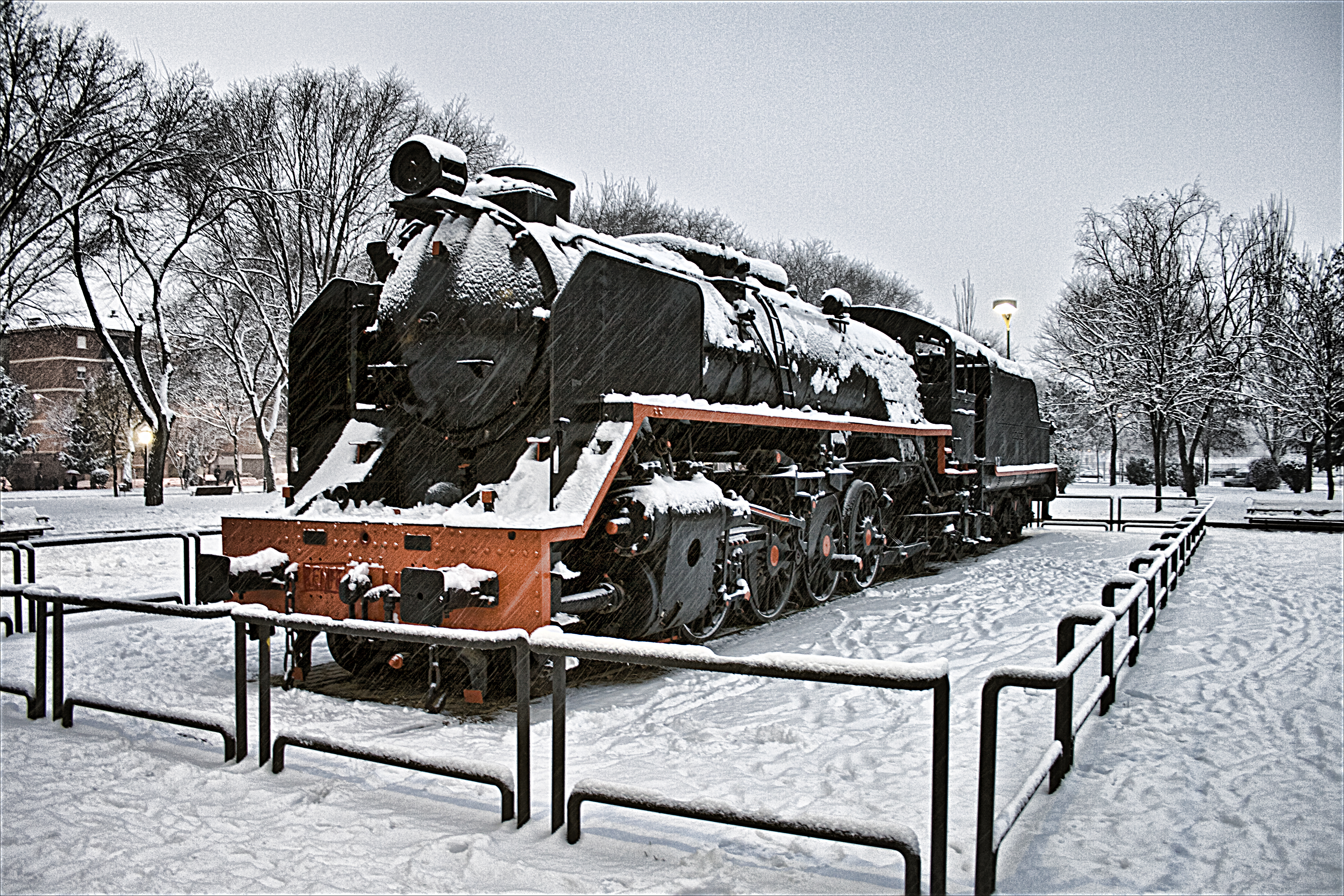
Locomotora Mikado de Albacete, año 1960

Una locomotora de vapor es una máquina que, mediante la quema de un combustible (carbón, fueloil, madera, biomasa, etc.) en una caldera, calienta agua, y el vapor resultante de la ebullición de esta genera una presión que acciona unos pistones, que a su vez impulsan las ruedas mediante un juego de bielas (por esta razón se llaman motores de combustión externa). Las locomotoras de vapor tienen que ser reabastecidas de agua cada cierto tiempo, ya que sin ella no funcionaría el sistema.
Aunque no se utilizan en servicio regular (sí en servicios especiales o turísticos) en la mayoría de los países del mundo desde mediados de los años 1970, el incremento de los precios del petróleo ha hecho que se modernicen locomotoras de vapor existentes y se construyan otras nuevas con la más moderna tecnología.

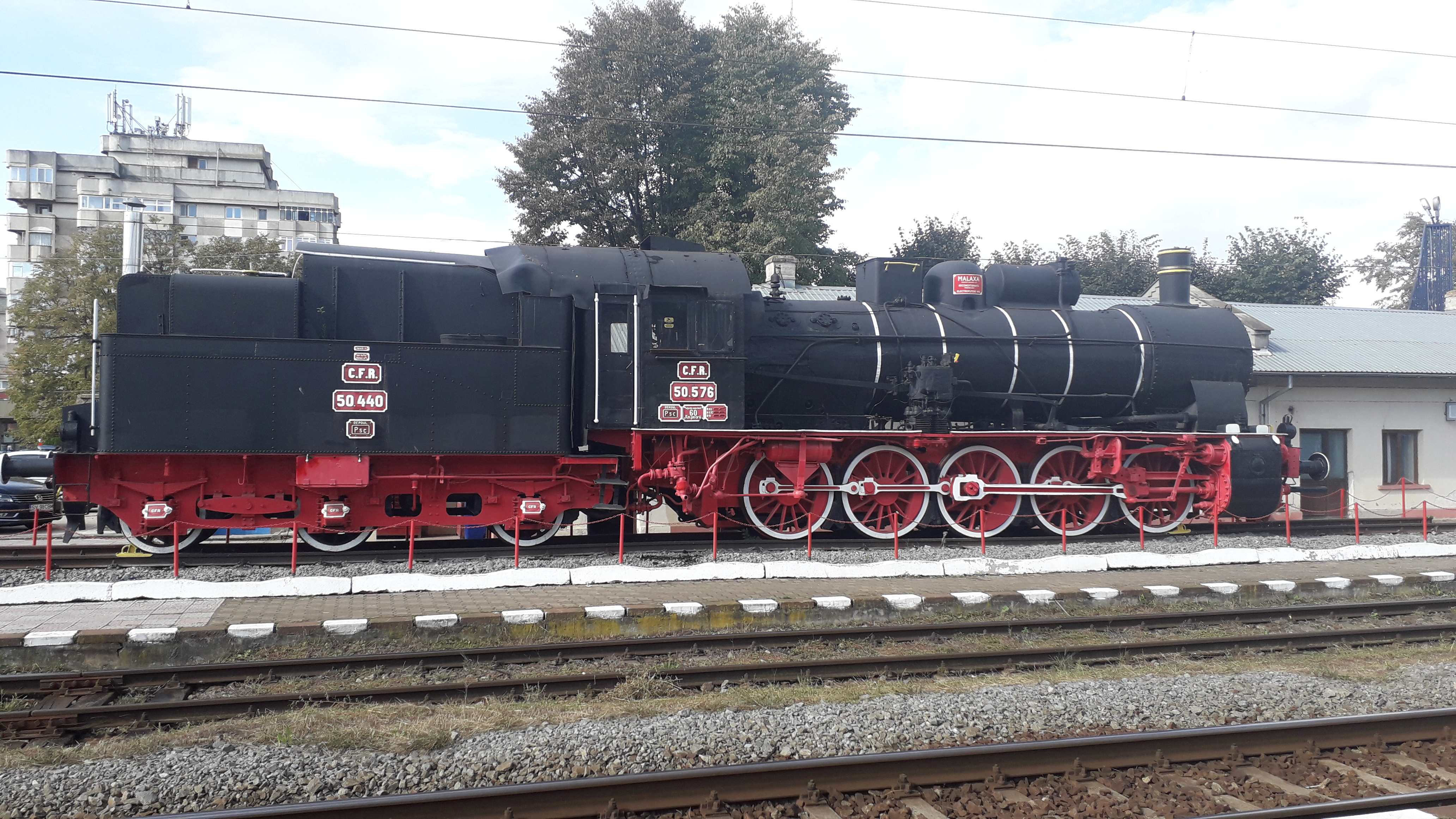
Locomotora de vapor en Suceava, Rumanía

Locomotora de 1802 de Trevithick

La primera locomotora de vapor de ferrocarril en funcionamiento a escala operativa fue construida por  Richard Trevithick en 1803
. Se fabricó para la fundición de Coalbrookdale en Shropshire en Inglaterra, aunque no ha conservado ningún vestigio de su funcionamiento en aquel lugar. El 21 de febrero de 1804, el primer viaje ferroviario a vapor registrado tuvo lugar cuando otra de las locomotoras de Trevithick remolcó un tren desde la fundición de Penydarren, en Merthyr Tydfil, hasta Abercynon, en el sur de Gales. Asociado con su primo Andrew Vivian, sus locomotoras obtuvieron un éxito parcial, lastradas por el todavía incipiente desarrollo de los carriles metálicos. El diseño incorporó una serie de innovaciones importantes, incluido el uso de vapor a alta presión, un avance que redujo el peso del motor y aumentó su eficiencia.

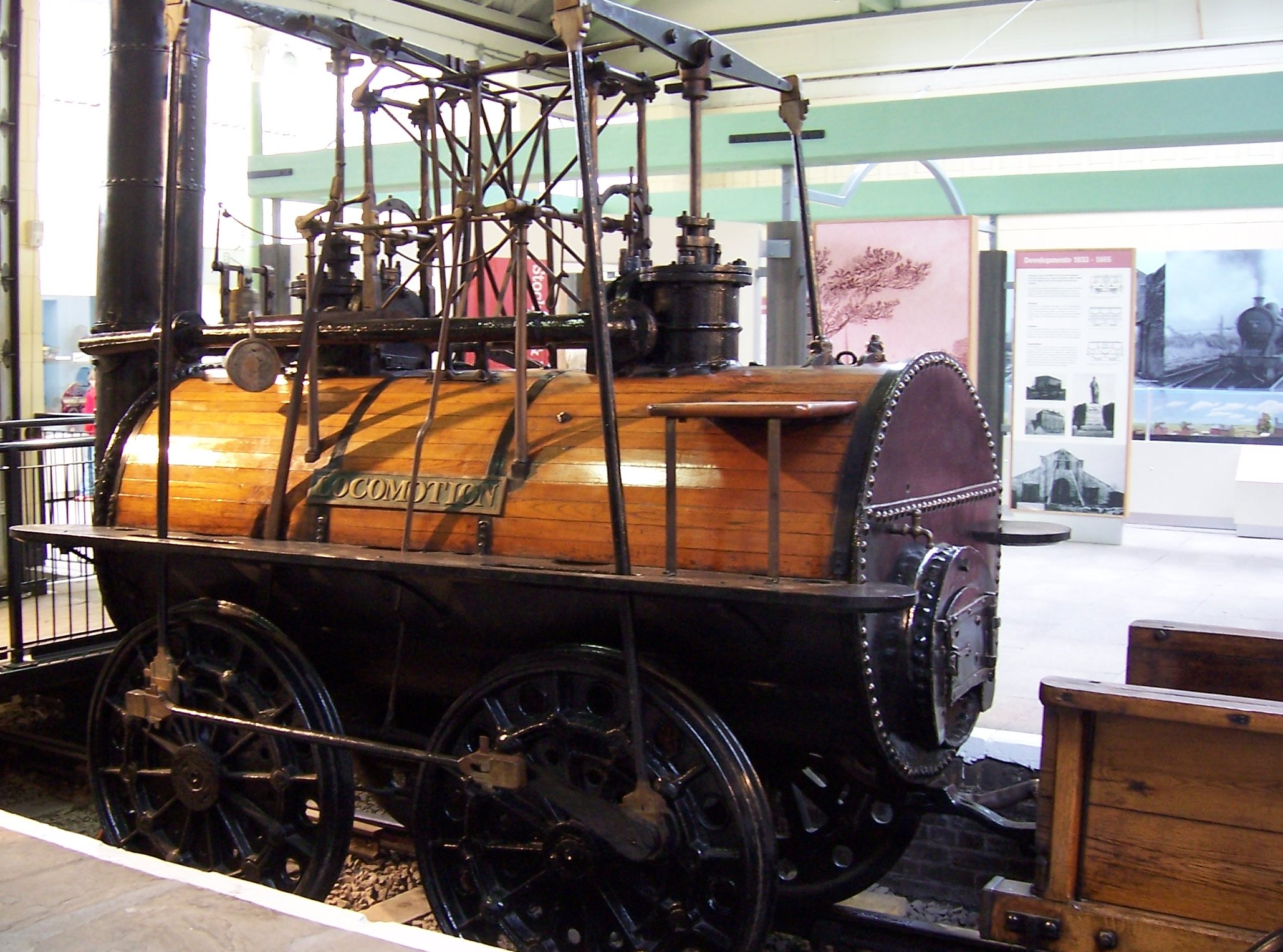
La Locomotion No. 1 en el Museo y Centro Ferroviario de Darlington

En 1812, la locomotora Salamanca de Matthew Murray funcionó por primera vez en la línea de cremallera y piñón del Ferrocarril de Middleton; que es considerada generalmente como la primera locomotora comercialmente exitosa. Otra locomotora temprana bien conocida era la Puffing Billy, construida entre 1813 y 1814 por el ingeniero William Hedley para la Wylam Colliery, una explotación carbonera situada cerca de Newcastle upon Tyne. Esta locomotora es la más antigua conservada y se encuentra en exhibición estática en el Museo de Ciencias de Londres. George Stephenson construyó la Locomotion No. 1 para el Ferrocarril de Stockton y Darlington en el noreste de Inglaterra, que fue el primer ferrocarril de vapor público del mundo. En 1829, su hijo Robert construyó "The Rocket" en Newcastle upon Tyne. Esta locomotora participó y ganó las pruebas de Rainhill. Este éxito hizo que la empresa emergiera como el primer constructor principal de locomotoras de vapor utilizadas en los ferrocarriles del Reino Unido, EE. UU. y gran parte de Europa. El Ferrocarril de Liverpool y Mánchester, construido por Stephenson, se inauguró un año después, haciendo uso exclusivo de la energía de vapor para trenes de pasajeros y trenes de mercancías.

## Locomotoras diésel

Una locomotora diésel-eléctrica GE U12 afectada al servicio de pasajeros de la línea Belgrano Sur (Argentina).

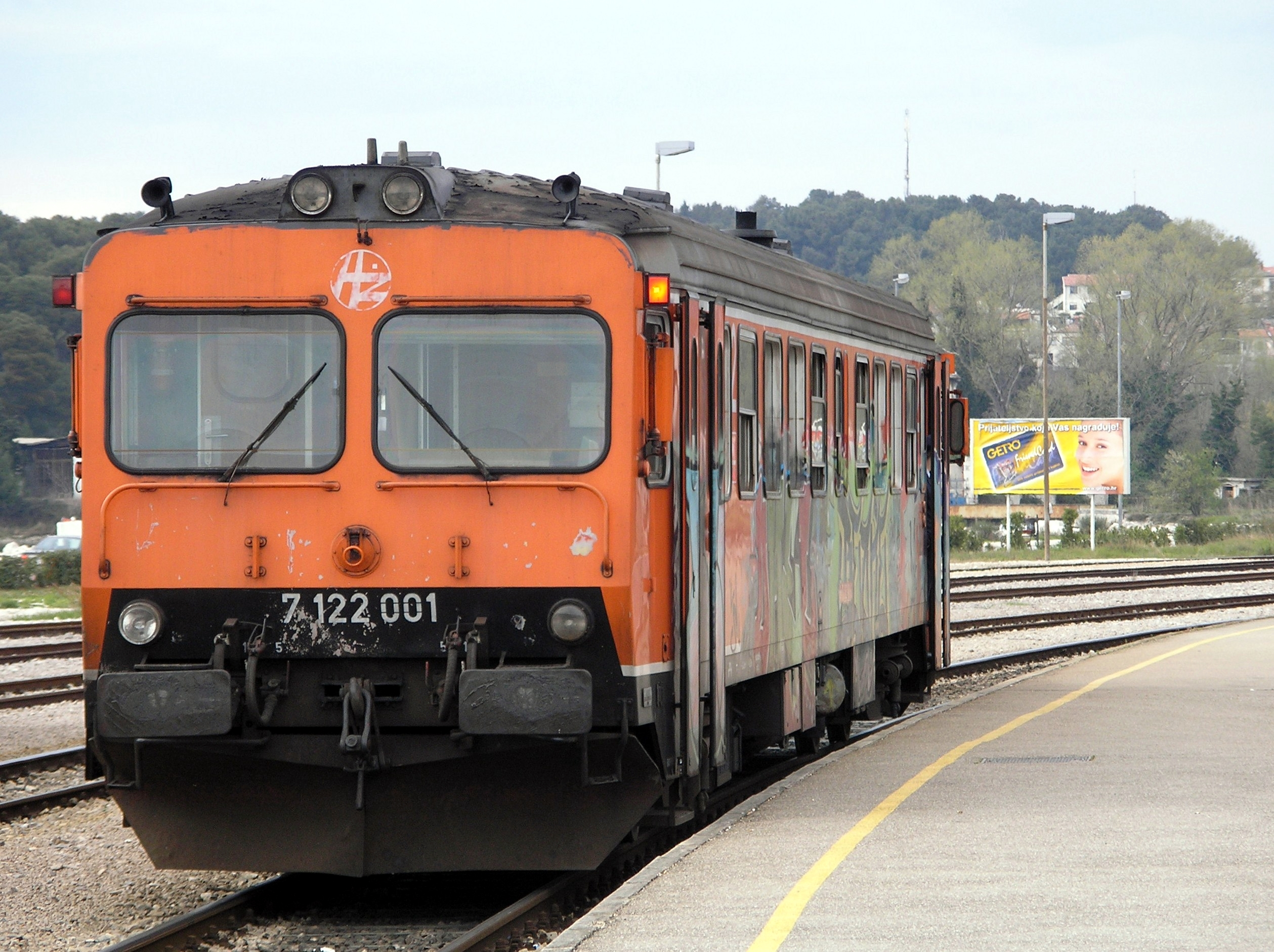
Un coche motor diésel, también conocido como automotor, perteneciente al ferrocarril croata.

Las locomotoras diésel son aquellas que utilizan como fuente de energía la producida por un motor de combustión interna de ciclo diésel, estos motores pueden ser de dos o cuatro tiempos, siendo muy utilizados los de dos tiempos. La trasmisión de la potencia se realiza con transmisión mecánica convencional en pequeñas locomotoras de maniobra, dresinas, ferrobuses, automotores y máquinas auxiliares. En locomotoras de mayor potencia, la transmisión mecánica no es adecuada y se sustituye por la trasmisión hidráulica o eléctrica.
Existen locomotoras diésel de transmisión eléctrica o hidráulica arrastrando trenes de viajeros capaces de superar los 250 km/h. Una locomotora diésel-eléctrica se considera el medio de tracción para ferrocarriles más indicado cuando las condiciones son adversas: temperaturas bajo cero, fuertes pendientes y trenes de gran tonelaje.

### Locomotoras diésel-eléctricas
La Locomotora diésel-eléctrica (también llamada híbrida eléctrica) consiste básicamente en dos componentes: un motor diésel que mueve un generador eléctrico, y varios motores eléctricos (conocidos como motores de tracción) que comunican a las ruedas (pares) la fuerza tractora y que mueven la locomotora. Generalmente, hay un motor de tracción por cada eje, siendo generalmente 4 o 6 en una locomotora típica. Los motores de tracción se alimentan con corriente eléctrica procedente del generador principal y luego, por medio de piñones, mueven los ejes en donde están acopladas las ruedas.
Por otro lado, el tren puede llevar baterías (que se pueden recargar en paradas predeterminadas) o supercondensadores (que se pueden recargar en cuestión de pocos minutos en cada parada).

### Locomotoras diésel-hidráulicas
Las locomotoras diésel-hidráulicas utilizan un sistema de turbinas hidráulicas acopladas entre sí. El mecanismo permite hacer llegar la potencia de forma gradual desde el motor girando permanentemente hacia las ruedas que parten de parado. El principal inconveniente de este sistema es la incapacidad de mover cargas muy grandes, por lo que se usa principalmente en automotores.

## Locomotoras eléctricas

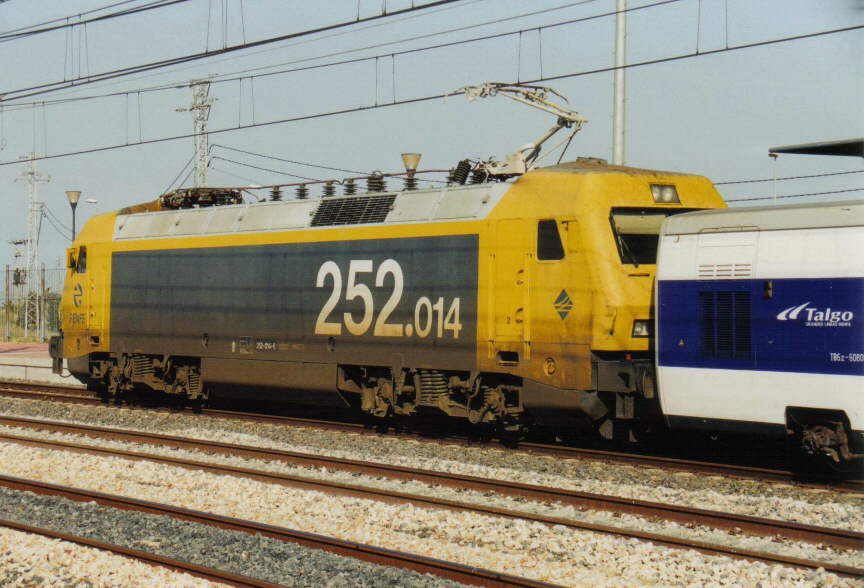
Locomotora eléctrica serie 252 de Renfe.

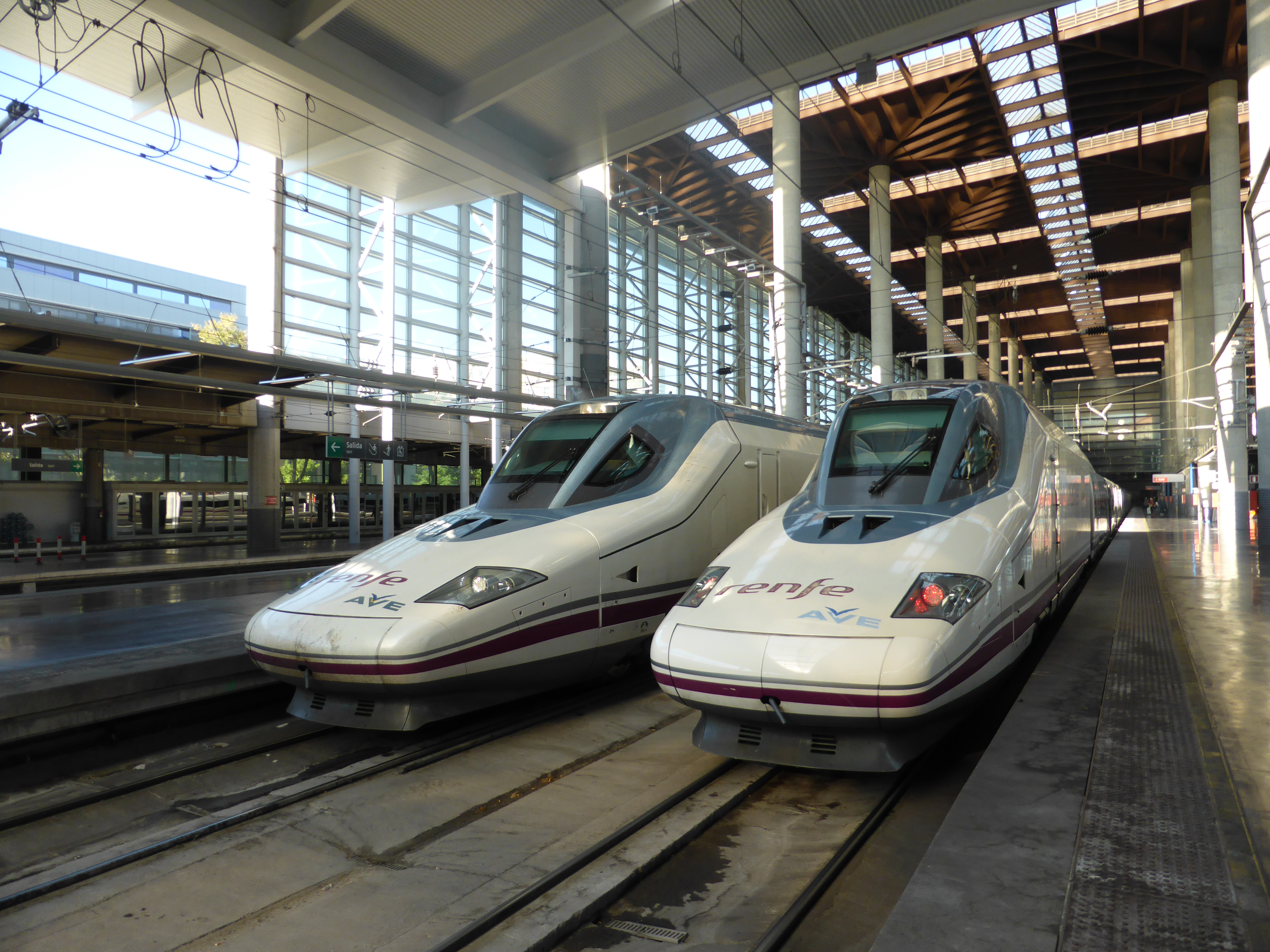
Interior de la estación Madrid Puerta de Atocha. Trenes AVE, con locomotoras eléctricas Bombardier, formando parte de la Serie 112 de Renfe.

Las locomotoras eléctricas son aquellas que utilizan como fuente de energía la energía eléctrica proveniente de una fuente externa, para aplicarla directamente a motores de tracción eléctricos.
Las locomotoras eléctricas requieren la instalación de cables eléctricos de alimentación a lo largo de todo el recorrido, que se sitúan a una altura por encima de los trenes a fin de evitar accidentes. Esta instalación se conoce como catenaria, debido a la forma que adopta el cable del que cuelga el cable electrificado, que debe permanecer paralelo a las vías. Las locomotoras toman la electricidad por un trole, que la mayoría de las veces tiene forma de pantógrafo y como tal se conoce. En otros casos, pueden tomar la corriente de la propia vía (se requiere que haya al menos un carril electrificado), sin necesidad de catenaria ni de pantógrafo.
El coste de la instalación de alimentación hace que la tracción eléctrica solamente sea rentable en líneas de mucho tráfico, o bien en vías con gran parte del recorrido en túnel bajo montañas o por debajo del mar, con dificultades para la toma de aire para la combustión de los otros tipos de motor.
Una vez desarrollada una línea ferroviaria para la circulación de vehículos eléctricos, hace que la elección de este tipo de tracción sea el más económico, el menos contaminante y el más rápido. En los años 1980 se integraron como propulsores de vehículos eléctricos ferroviarios los motores asíncronos, y aparecieron los sistemas electrónicos de regulación de potencia que dieron el espaldarazo definitivo a la elección de este tipo de tracción por las compañías ferroviarias.
Las dificultades de aplicar la tracción eléctrica en zonas con climatología extrema hace que las compañías y gobiernos se inclinen por la tracción diésel. La nieve intensa y su filtración por ventiladores a las cámaras de alta tensión originan derivaciones de circuitos eléctricos que desaparecen al secarse adecuadamente el circuito, pero que dejan inservibles estas locomotoras mientras dure el temporal. Las bajas temperaturas hacen que el hilo de contacto de la catenaria quede inservible durante minutos o meses, ya que este tipo de locomotoras requiere actualmente una conexión constante sin pérdidas de tensión.

## Uso
Hay tres usos principales de las locomotoras en las operaciones de transporte ferroviario: para transportar trenes de pasajeros, trenes de carga y para maniobras.
Las locomotoras de carga normalmente están diseñadas para ofrecer un alto esfuerzo de tracción inicial y una alta potencia sostenida. Esto les permite iniciar y mover trenes largos y pesados, pero generalmente tiene el costo de velocidades máximas relativamente bajas. Las locomotoras de pasajeros generalmente desarrollan un esfuerzo de tracción inicial más bajo, pero pueden operar a las altas velocidades requeridas para mantener los horarios de los pasajeros. Las locomotoras de tráfico mixto destinadas tanto a trenes de pasajeros como de carga no desarrollan tanto esfuerzo de tracción inicial como una locomotora de carga, pero pueden transportar trenes más pesados que una locomotora de pasajeros.
La mayoría de las locomotoras de vapor tienen motores alternativos, con pistones acoplados a las ruedas motrices por medio de bielas, sin caja de cambios intermedia. Esto significa que la combinación del esfuerzo de tracción inicial y la velocidad máxima está muy influenciada por el diámetro de las ruedas motrices. Las locomotoras de vapor destinadas al servicio de carga generalmente tienen ruedas motrices de menor diámetro que las locomotoras de pasajeros.
En las locomotoras diésel-eléctricas y eléctricas, el sistema de control entre el motor de tracción y el eje adapta la potencia de salida a las vías para el servicio de carga o pasajeros. Las locomotoras de pasajeros pueden incluir otras características, como energía de cabecera (también conocida como energía de hotel o suministro de tren eléctrico) o un generador de vapor.
Algunas locomotoras están diseñadas específicamente para operar en ferrocarriles de pendiente pronunciada y cuentan con extensos mecanismos de frenado adicionales y, a veces, cremallera y piñón. Las locomotoras de vapor construidas para ferrocarriles de cremallera y piñón con frecuencia tienen la caldera inclinada en relación con el bastidor de la locomotora, de modo que la caldera permanece aproximadamente nivelada en pendientes pronunciadas.
Las locomotoras también se utilizan en algunos trenes de alta velocidad: todos los TGV, muchos AVE, algunos Korea Train Express y los ahora retirados ICE 1 y ICE 2 todos los trenes utilizan locomotoras, que también pueden conocerse como vagones de motor. El uso de vagones motorizados permite fácilmente una alta calidad de conducción y menos equipo eléctrico, pero en comparación con las unidades múltiples eléctricas, también ofrecen una aceleración más baja y pesos de eje más altos (para los vagones motorizados). El KTX-Sancheon y el ICE 1 usan una combinación de unidades eléctricas múltiples y autos motorizados.

## Configuraciones especiales

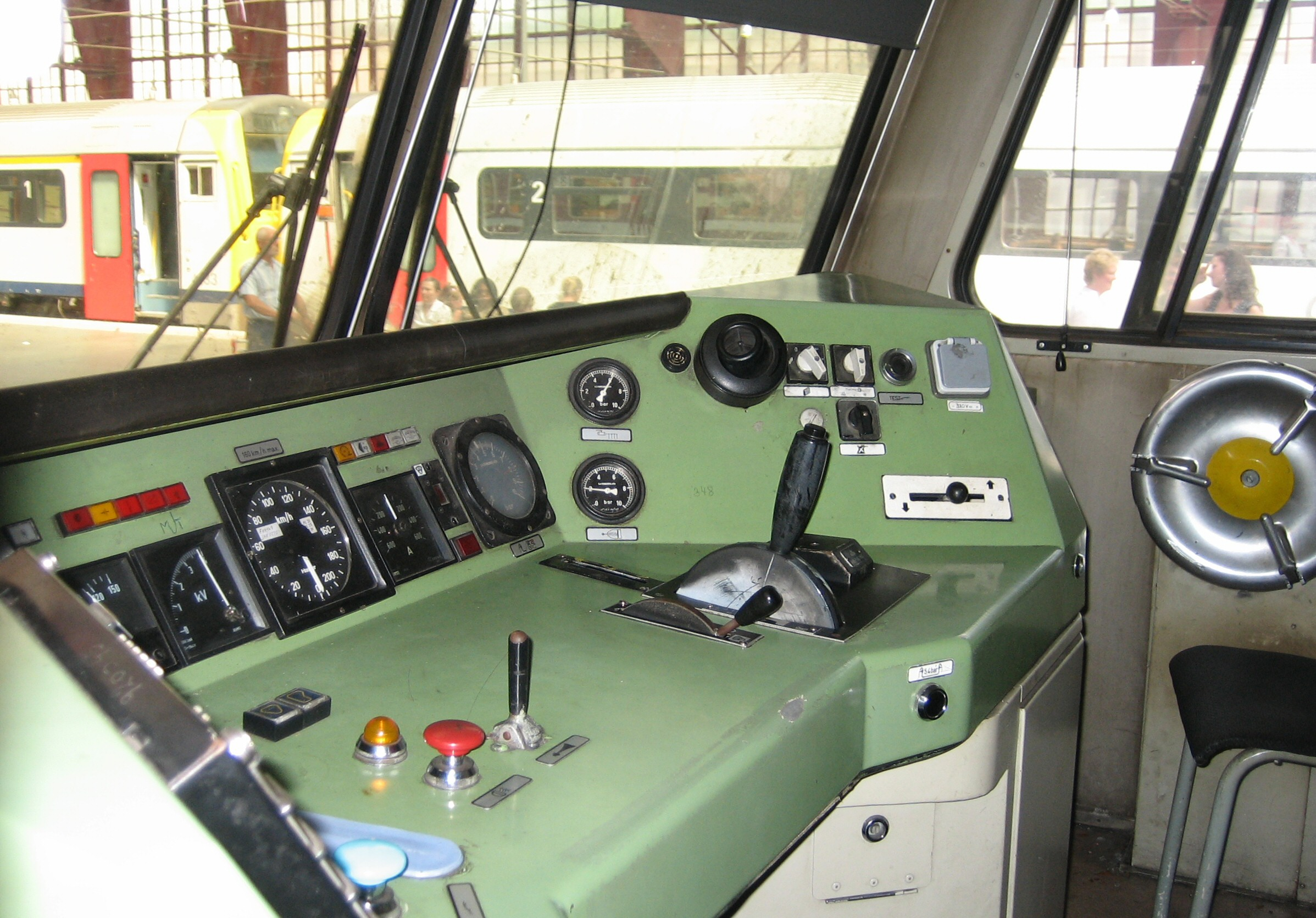
Cabina de conducción, Amberes (Bélgica).

Durante muchos años, las locomotoras estaban situadas en la cabeza del convoy y debían cambiar de posición cuando se invertía el sentido de la marcha. En tiempos más recientes, muchos trenes disponen en un extremo de una locomotora y en el otro de un coche de pasajeros con una cabina, lo que permite al tren circular en cualquiera de los dos sentidos sin necesidad de modificar la posición de la locomotora. En el primer caso el tren es arrastrado por la locomotora, y en el otro es empujado, que en jerga técnica, se conoce como “push-pull”. También existe la variante conocida como automotor, donde no existe una locomotora como tal, sino que todo el tren es a la vez coche de pasajeros y locomotora, o se intercalan remolques sin tracción propia entre coches automotores.
Cuando se trata de desplazar un número elevado de vagones o de coches de pasajeros, es frecuente ver el uso de dos o más locomotoras tirando de los vagones o de coches de pasajeros, tanto en trenes de mercancías como en algunos de pasajeros. Cuando se realiza con las locomotoras de vapor es necesario tener una dotación completa en cada una. Sin embargo, en las locomotoras diésel o eléctricas, mediante el sistema de mando múltiple, existen interconexiones que permiten manejar el tren completo desde una sola de ellas y con una sola dotación. Además, en las locomotoras antiguas, las interconexiones son eléctricas: en las más modernas, son electrónicas. En cualquiera de los tres casos siempre hay una interconexión neumática para el sistema de frenado.
Existe una configuración particular de locomotoras denominada "mexicana", por haberse desarrollado en México, que consiste en conectar en mando múltiple dos locomotoras diésel-eléctricas pero con la salvedad de que solo una de ellas posea o utilice el motor generador diésel. Es decir, los motores de tracción de ambas locomotoras son alimentados con el motor generador de una sola de ellas. De esta forma se logra aumentar con bajo coste la fuerza de tracción, sacándole el máximo provecho a los motores generadores, normalmente sobredimensionados, ya sea por el diseño mecánico de la locomotora o por la topografía particular del terreno donde se usará.